# Microlicia resinosa
Microlicia resinosa är en tvåhjärtbladig växtart som beskrevs av Charles Victor Naudin. Microlicia resinosa ingår i släktet Microlicia och familjen Melastomataceae. Inga underarter finns listade i Catalogue of Life.